# Kina ved vinter-OL 2018
Kina deltager i vinter-OL 2018 i Pyeongchang, Sydkorea i perioden 9. – 25. februar 2018.

## Deltagere
Følgende atleter vil deltage i nedennævnte sportsgrene: 
| Sportsgren            | Herrer | Damer | Total |
| --------------------- | ------ | ----- | ----- |
| Alpint skiløb         | 1      | 1     | 2     |
| Bobslæde              | 6      | 0     | 6     |
| Curling               | 1      | 6     | 7     |
| Hurtigløb på skøjter  | 5      | 8     | 13    |
| Freestyle skiløb      | 7      | 8     | 15    |
| Kunstskøjteløb        | 6      | 5     | 11    |
| Langrend              | 2      | 2     | 4     |
| Short track skøjteløb | 7      | 3     | 10    |
| Skeleton              | 1      | 0     | 1     |
| Snowboard             | 3      | 6     | 9     |
| Skihop                | 0      | 1     | 1     |
| Skiskydning           | 0      | 2     | 2     |
| Total                 | 39     | 42    | 81    |

## Medaljer
| 2018 Pyeongchang | Guld | Sølv | Bronze | Total |
| Kina             | 1    | 6    | 2      | 9     |

### Medaljevindere
| Medalje | Navn                                                  | Sport                 | Event                      | Dato        |
| ------- | ----------------------------------------------------- | --------------------- | -------------------------- | ----------- |
| Guld    | Wu Dajing                                             | Short track skøjteløb | Mændenes 500 meter         | 22. februar |
| Sølv    | Liu Jiayu                                             | Snowboarding          | Damernes halfpipe          | 13. februar |
| Sølv    | Sui Wenjing Han Cong                                  | Kunstskøjteløb        | Par                        | 15. februar |
| Sølv    | Zhang Xin                                             | Freestyle skiløb      | Damernes aerials           | 16. februar |
| Sølv    | Li Jinyu                                              | Short track skøjteløb | Kvindernes 1500 meter      | 17. februar |
| Sølv    | Jia Zongyang                                          | Freestyle skiløb      | Mændenes aerials           | 18. februar |
| Sølv    | Chen Dequan Han Tianyu Wu Dajing Xu Hongzhi Ren Ziwei | Short track skøjteløb | Mændenes 5000 metre stafet | 22. februar |
| Bronze  | Kong Fanyu                                            | Freestyle skiløb      | Damernes aerials           | 16. februar |
| Bronze  | Gao Tingyu                                            | Hurtigløb på skøjter  | Herrernes 500 m            | 19. februar |